# Jelena Pudar
Jelena Pudar (Kragujevac, 5. maj 1984) srpska je pevačica, najpoznatija kao članica grupe Neverne bebe.

## Biografija
Rođena je 5. maja 1984. godine u Kragujevcu. Od malih nogu pokazivala talenat za muziku. Sa šest godina je krenula u pripremnu muzičku školu, a godinu dana kasnije paralelno je pohađala i nižu muzičku školu „Miloje Milojević“ (odsek klavir) i osnovnu školu „Svetozar Marković“. Tih godina upisuje školu modernog plesa, a kasnije i džez baleta.
U osmom razredu osnovne škole upisala je solo pevanje u klasi profesorke Anđele Saramandić. Na zahtev profesorke krenula je u operske vode. Nižu muzičku školu je završila sa 15 godina, ali je vuče neka druga vrsta muzike. Zato što je jedna vrsta isključivala drugu, upisuje srednju ekonomsku školu.
Tad ima prvi susret sa svojim bendom „Superstition“, a kasnije i bendom „Element“. Sa 17 godina pojavljuje se na 3K duru, gde su je primetili članovi grupe Neverne bebe.
Nakon personalnih promena u Nevernim bebama sredinom juna 2003. godine sledi poziv od Milana Đurđevića. Nekoliko dana posle Janinog dolaska u bend i Jelena postaje član Nevernih beba.
Ubrzo, već 5. jula 2003. godine, sa Janom Šušteršič pored sebe, debitovala je u Herceg Novom.
U isto vreme upisala je Filološki fakultet u Kragujevcu, odsek španski jezik.

## Spoljašnje veze
- Biografija Jelene Pudar na sajtu www.neverne-bebe.com